# René Prioux
René Jacques Adolphe Prioux (* 11. April 1879 in Bordeaux; † 16. Juni 1953 in Algier) war ein französischer Heeresoffizier, der im Ersten und Zweiten Weltkrieg diente. In letzterem führte er das nach ihm benannte Kavalleriekorps beim Kampf um Belgien und für wenige Tage die 1ere Armée während des deutschen Westfeldzugs und geriet in deutsche Kriegsgefangenschaft. Nach seiner Repatriierung 1942 wurde er unter dem Vichy-Regime zum Général d’armée befördert und Ende des Jahres dem Stab des Oberkommandos in Nordafrika unter Henri Giraud zugeteilt. Nach dem Sieg der Alliierten auf diesem Kriegsschauplatz wurde er als Anhänger Marschall Pétains durch Charles de Gaulle von seinen Funktionen entbunden.

## Leben
Prioux diente zunächst als einfacher Soldat im 6e régiment de dragons, bevor er im Oktober 1897 an die Militärschule Saint-Cyr kam, die er zwei Jahre später als Sous-lieutenant abschloss. Anfang 1907 wechselte er ins 21e régiment de chasseurs. Im Oktober 1908 erhielt er eine Stelle im Stab des 19. Armeekorps, bevor er im Oktober 1910 in den Stab der 1. algerischen Kavalleriebrigade wechselte. Im Dezember 1911 wurde er ins 3e régiment de chasseurs d’Afrique versetzt.
Beim Kriegsbeginn 1914 dem Hauptquartier des französischen Heeres zugeteilt, diente er ab November 1914 im Stab des 34. Armeekorps in den Vogesen, später der 7. Armee und des Détachement d’armée de Belgique. Im Mai 1915 kam er zum Stab des neugebildeten 36. Armeekorps und wurde hier im April 1917 zum Chef d’escadron befördert. Im Februar 1918 übernahm er ein Kommando im 5e régiment de dragons und erlebte das Kriegsende als Stabschef der 164. Infanteriedivision.
Nach dem Kriegsende wurde Prioux im Februar 1919 Stabschef der 52. Infanteriedivision und nahm an einem Kurs der École supérieure de guerre teil, an der er ab 1921 unterrichtete und ab 1923 den Kurs für Kavallerieausbildung leitete. Im Rang eines Lieutenant-colonel kam er im August 1925 ins 8e régiment de Spahis, das er ab März 1926 kommandierte. Ab 1929 war er Mitglied der französischen Militärmission in Polen, die er ab Oktober 1931 leitete. Im August 1932 wurde er zum Général de brigade befördert. Im Oktober 1932 wurde er zum Befehlshaber der Kavallerie im Protektorat Tunesien ernannt. 1936 ging er nach Frankreich zurück, um eine Stelle als Directeur de la Cavalerie im Kriegsministerium anzutreten und wurde hier zum Général de division befördert. Im Februar 1938 wurde er Kommandant der 7. Militärregion mit Sitz in Besançon und war ab Februar 1939 zugleich Generalinspekteur der Kavallerie.
Mit dem Eintritt Frankreichs in den Zweiten Weltkrieg im September 1939 wurde Prioux zum Befehlshaber des neugebildeten Kavalleriekorps ernannt, als welcher er bis zum Mai 1940 keine Kampfeinsätze zu führen hatte, das aber zur Umsetzung des Dyle-Plans im Falle eines deutschen Einmarschs in Belgien vorgesehen war. Mit dem Beginn des Westfeldzugs wurde dieser Plan aktiviert und Prioux rückte mit seinem aus zunächst zwei leichten mechanisierten Divisionen bestehenden Korps an die Dyle-Stellung vor. Hierbei kam es am 11. Mai zu ersten Kämpfen mit den vorrückenden deutschen Truppen bei Tongern und ab 12. Mai zu schweren Panzergefechten gegen das deutsche XVI. (motorisierte) Armeekorps unter Erich Hoepner bei Hannut und Gembloux. Obwohl der deutsche Vormarsch verzögert wurde, mussten sich die französischen Einheiten letztlich zurückziehen und die „Lücke von Gembloux“ räumen.
Infolge des Unfalltods von General Gaston Billotte, des Befehlshabers der französischen 1. Heeresgruppe, am 23. Mai wurde Prioux am 26. Mai zum Nachfolger Georges Blanchard als Oberbefehlshaber der 1. Armee ernannt, der Billotte ersetzt hatte. Nur drei Tage später, am 29. Mai, geriet Prioux in deutsche Gefangenschaft, die er im Oflag IV B auf der Festung Königstein verbrachte. Im April 1942 wurde er aus der Gefangenschaft entlassen und repatriiert.
In Vichy-Frankreich wurde Prioux zunächst in die Reserve versetzt und im September 1942 zu Général d’armée befördert. Nach der alliierten Operation Torch wurde er in den Generalstab des Commandement civil et militaire d'Alger in Französisch-Nordafrika versetzt und betrieb hier ab Dezember 1942 ein Rekrutierungsbüro. Als führender Vichyste wurde er 1943 durch den „Führer des freien Frankreich“ de Gaulle von allen Funktionen entbunden.

## Schriften
- Souvenirs de guerre 1939–1943, Librairie Flammarion, 1947.